# クールスカルプティング
「クールスカルプティング」(英語：Coolsculpting) はアラガン社が提供している、冷却による非侵襲的脂肪減少治療（ボディ・コントゥアリング治療）の医療機器の名称。
厚生労働省の承認や、FDA（アメリカ食品医薬品局）の承認を受けている。また、ハーバード・メディカルスクールの関連医療機関であるマサチューセッツ総合病院によるCoolsculptingテクノロジーのライセンスも取得している。
一部のクリニックなどでは略称として「クルスカ」と呼ばれている。

## 概要
クールスカルプティングとは、皮下脂肪を除去する治療。脂肪を冷却・減少して、ボディラインをデザインする「ボディ・コントゥアリング治療」のこと。
ボディ・コントゥアリング治療とは、アラガン社が提唱する痩身の考え方で、運動や食事制限を伴わず、かつ非侵襲的な（手術をしない、針を使用しない）手法を用いて、腹部や顎下など特定の部位にある皮下脂肪を減らし、美しいボディラインを目指すという考え方。

## 施術対象部位
あご下、二の腕、脇、背中、腰、腹部、側腹部、恥骨上、臀部、太腿、ふくらはぎ

## 施術方法
まず、医師が患者に対してアプリケーターの装着シミュレーションを実施し、治療プランを立てる。アプリケーターには種類があり、施術部位に合わせて異なるものが用いられる。ゲルパッドとフォームボーダーを施術部位に装着し、施術を開始する。1部位35分程度の治療時間が経過したのち、アプリケーターを外して皮膚に残ったゲルを拭き取る。
治療後は冷却された箇所が冷たく、赤くなる場合がある。赤みが引くダウンタイムは数時間～数日と個人差がある。

## 従来の瘦身機器との違い
美容医学分野において、局部の皮下脂肪組織を減らすための技術には、低レベルレーザー治療 (LLLT)、 低温脂肪分解（Cryolipolysis）、ラジオ波治療 (RF)、強力集中超音波治療 （HIFU）の4つがあるとされている。このうち低温脂肪分解については医薬品医療機器総合機構（PMDA）の承認審査を受けていることが大きな違いであると言える。

## 過去の研究報告
- 2019年1月から6月にかけて4,122人の患者に対して日本で行われた冷凍脂肪分解の安全性についての臨床データでは、持続性紅斑、凍傷、逆説的脂肪肥大、または皮膚壊死の報告は認められなかった。[9]

- 42人の被験者から得られた16週間のデータによると、脂肪の厚さが2.8mm減少し、円周が0.9cm減少した。[10]